# あらゐけいいち
あらゐ けいいち（あらい けいいち、1977年12月29日 - ）は、日本の漫画家・イラストレーターである。代表作は『日常』。第22回エース新人漫画賞奨励賞受賞。

## 略歴
群馬県出身。前橋市立荒子小学校、前橋市立荒砥中学校、群馬県立伊勢崎商業高等学校卒業。中学2年生の夏、肺炎を患って入院した際に星新一の「おのぞみの結末」を見舞いとして貰い、それから星の作品を買い漁るほど好きになった。
2003年から「ヒマラヤイルカ」という同人サークルで同人誌即売会コミティアに出展、頒布していた。
2006年には『コミックフラッパー』（KADOKAWA）にて「カゼマチ」を3ヵ月に渡り読み切りを連載。2006年5月から10月までの6ヵ月間、『月刊少年エース』（同社）で「日常」の読み切りを掲載した後、2006年11月（2007年1月号）より正式な連載が決まり、2015年10月（2015年12月号）まで連載した。
漫画家になる前には写植を仕事にしていた。この時写植したものには「宇宙賃貸サルガッ荘」がある（同単行本リニューアル再発の折、帯にもその旨を記している）。
2015年3月、『日常』で読売新聞社主催の『SUGOI JAPAN』マンガ部門の第6位に選出された。
『モーニング』（講談社）にて、2016年44号から2021年10号まで『CITY』を連載。
『ゲッサン』（小学館）にて、YouTubeに投稿していた短編『雨宮さん』を自身が漫画化し、2021年10月号より連載開始。
2021年10月、『日常』が『月刊少年エース』12月号での連載を再開する事が自身のTwitterにて告知された。

## 作品リスト

### 漫画
- カゼマチ（2006年1月 - 2006年3月）、『コミックフラッパー』読み切り連載。
- 日常（2006年11月 - 2015年10月、2021年10月[12] - ）、『月刊少年エース』で読み切りを発表の後、公式連載。過去には『コンプティーク』『4コマnanoエース』にも出張版が掲載されていた。『月刊少年エース』2021年12月号より連載再開。現在は休載中[13]。既刊12巻。
- Fate/Daily life（『Fate/stay night』第3巻初回限定版付属小冊子『ノーブル イリュージョン』所収）
- リムジン（アスキー・メディアワークス『あずまんが大王』10周年記念ムック『大阪万博』所収）
- 幸せの角度（2010年7月[14]）、『電撃大王GENESIS』第3号掲載。
- Helvetica Standard（2011年 - 2012年、2021年6月 - ）、『月刊ニュータイプ』に連載、既刊2巻。「天国」の連載開始に伴い連載終了。『月刊ニュータイプ』2021年7月号より連載再開。
- あらまさん28歳『ちばぎんカップ』を楽しむの巻（2012年4月23日）『GIANT KILLING extra Vol.9』掲載。
- 天国（2013年1月[15] - 2021年5月）、『月刊ニュータイプ』で連載。「Helvetica Standard」の連載再開に伴い連載終了。
- ハワイ（2014年）「GLAY EXPO 2014 TOHOKU 20th Anniversary」パンフレットに掲載。
- まんが道と（GAMANGA BOOKS『まんが道』第6巻所収）
- CITY（2016年9月 - 2021年2月、2024年12月[16] - ）、『モーニング』に連載[17]、既刊14巻。
- 雨宮さん（2017年8月）2021年9月から連載している『雨宮さん』のプロトタイプとなる4コマ漫画。『月刊ニュータイプ』で発表。
- 千年王国（2019年5月[18]）、『CONTINUE』Vol.59掲載。
- MOTHER（ほぼ日刊イトイ新聞『MOTHER official comic Pollyanna』所収）
- 雨宮さん（2021年9月[10] - ）、『ゲッサン』に連載。現在は休載中[19]。既刊2巻。

#### 同人サークル「ヒマラヤイルカ」名義での作品
- 幸せの角度 （2003年 COMITIA63頒布）
- 箱庭 （2003年 COMITIA64 頒布）
- 陰風 （2003年 コミックマーケット64 ゲスト原稿）
- はね （2003年 COMITIA65 頒布）
- 街 （2003年 COMITIA66 頒布）
- 細雪 （2004年 COMITIA67 頒布）（過去4作品の総集編）
- こころ（2004年 COMITIA68 頒布）
- 誉 （2004年 COMITIA69 頒布）
- マイルストーン（2004年 COMITIA70 頒布）
- shouwa（2004年 COMITIA70 頒布）（フリーペーパー）
- 日常（2006年 COMITIA75 頒布）
- 開けっ！（2006年 COMITIA77 頒布）
- ほまれ（2007年 COMITIA80 頒布）
- 幸せの角度（2008年 COMITIA83 頒布）（2003年の作品とは別）
- ヒマラヤイルカ瓦版（2009年 COMITIA87 頒布）
- Helvetica Standard（2009年 COMITIA89 頒布）
- 46spring①（2012年 COMITIA100 頒布）
- 46spring②（2014年 COMITIA107 頒布）※「センセイの鞄」名義
- Helvetica Standard Royal Straight Flush（2024年 COMITIA150 頒布）
- しょーがないねこのパスケース（2024年 COMITIA150 頒布）

### イラスト・挿絵

#### 書籍
- 宇宙賃貸サルガッ荘 1巻新装版（TAGRO、2009年、KCデラックス）ISBN 978-4-063-75844-3 帯イラスト
- ふたりサッカー（2010年、白泉社）ISBN 978-4-592-14700-8 / ISBN 978-4-592-14720-6
  - 『ヤングアニマル』連載の「ふたりサッカーいとをかし」(倉敷保雄文、あらゐけいいち絵)にて、挿絵・漫画を担当する。『ヤングアニマルあいらんど』に番外編が掲載された。現在2巻まで刊行。
  - 同作の新シリーズ「ふたりサッカーほぼブラジル（2013年11月 -2014年6月）」が『ヤングアニマルDensi』で連載。
- 鉄腕バーディー EVOLUTION 7巻（ゆうきまさみ、2011年、ビッグコミックス）ISBN 978-4-091-83665-6 初回限定版寄稿イラスト
- プチ・プロフェスール（伊与原新、2011年、角川書店）ISBN 978-4-04-874242-9
- 木曜日のフルット 2巻（鯨井先輩の巻28 初出:『週刊少年チャンピオン』2011年46号）（石黒正数、2012年、秋田書店）ISBN 978-4-253-21611-1
- 金曜のバカ（越谷オサム、2012年、角川文庫）ISBN 978-4-04-100571-2
- 私の嫌いな探偵（東川篤哉、2013年、光文社）ISBN 978-4-334-92875-9
- 体感する数学（竹内薫、2013年、エンターブレイン）ISBN 978-4-04-728888-1
- 烏賊川市シリーズ（東川篤哉、2013年、光文社文庫）- 新カバー版の表紙
- 恋愛怪談サヨコさん 5巻（関﨑俊三、2013年、ジェッツコミックス） ISBN 978-4-592-14745-9 帯コメント・イラスト[20]
- わくわくろっこモーション 1巻（大沖、2013年、電撃コミックスEX）ISBN 978-4-04-891564-9 書店購入特典イラスト[21]
- 日常の夏休み（伊豆平成、2014年、角川つばさ文庫）ISBN 978-4-04-631345-4 原作・イラスト
- リケジョ！（伊与原新、2014年、角川書店）ISBN 978-4-04-101220-8
- きまぐれロボット[22]（星新一、2014年、角川つばさ文庫）ISBN 978-4-04-631382-9
- まぼろしの星[22]（星新一、2014年、角川つばさ文庫）ISBN 978-4-04-631036-1 新カバー版の表紙イラストのみ
- 宇宙の声 星新一ジュブナイル・セレクション[22]（星新一、2014年、角川つばさ文庫）ISBN 978-4-04-631061-3 新カバー版の表紙イラストのみ
- 体感する宇宙（竹内薫、2014年、KADOKAWA）ISBN 978-4-04-729562-9
- もじのみほん2.0: 仮名で見分けるフォントガイド（アイデア編集部、2016年、誠文堂新光社）ISBN 978-4-416-71603-8 帯イラストのみ
- 探偵さえいなければ（東川篤哉、2017年、光文社）ISBN 978-4-334-91170-6
- 大樹海のモンスターパートナー 浄化スキルで魔物保護生活 1巻（藤村勇太、2019年、MFC）ISBN 978-4-04-065551-2 帯コメント・イラスト[23]
- 100億人のヨリコさん（似鳥鶏、2019年、光文社文庫）ISBN 978-4-334-77858-3 新カバー版の表紙イラストのみ
- アリスと蔵六 9巻（今井哲也、2019年、徳間書店）ISBN 978-4-19-950693-2 カバー裏描き下ろしイラスト
- 探偵さえいなければ 文庫版（東川篤哉、2020年、光文社文庫）ISBN 978-4-334-91170-6 新カバー版の表紙イラストのみ
- 化物語(8) 特装版（原作・西尾維新、作画・大暮維人、2020年、講談社キャラクターズA） ISBN 978-4-06-518173-7 「化物画廊」イラスト[24]
- 人間たちの話（柞刈湯葉、2020年、ハヤカワ文庫JA）ISBN 978-4-15-031420-0
- ライティングの哲学 書けない悩みのための執筆論（千葉雅也、山内朋樹、読書猿、瀬下翔太、2021年、星海社）ISBN 978-4-06-524327-5
- まれびとパレード（越谷オサム、2021年、角川文庫）ISBN 978-4-04-111786-6
- ティアズマガジン「コミティア魂」  題字・イラストカット[25]
  - 『コミティア魂 漫画と同人誌の40年』としてフィルムアート社から刊行、2024.3（ばるぼらの著書）
- 教育芸術社 令和6年度 小学生の音楽（1〜6年生）表紙、キャラクターイラスト[26]

#### CD
- エピソード（星野源、2011年、ビクターエンタテインメント）初回限定版の特典に書き下ろし4コマ漫画を掲載。
- Stranger（星野源、2013年、ビクターエンタテインメント）初回限定版の特典に書き下ろし4コマ漫画を掲載。
- キミニトドケ（相沢舞、2012年、デジタル・シングル）
- 時間旅行 [DJ和の"あの頃"アニソンMIX]（DJ和、2021年、ソニー・ミュージックエンタテインメント）[27]

#### その他
- メディカル朝日「長谷川榮一の知恵袋」挿絵（2001年12月号 - 2003年11月号・2004年1、3、4、5、7、9月号）
- ティアズマガジン89（2009年）表紙イラスト
- 『月刊少年エース』12月号（2009年10月26日発売）で企画された携帯用待ち受けプレゼントキャンペーンの「涼宮ハルヒ」をテーマにした描きおろしイラスト[28]
- 日常(宇宙人)（PlayStation Portable用ゲームソフト・2011年7月28日発売・角川ゲームス）
パッケージ、DXパック付属特典「日常（花札）」「日常（非実在花札）」、店舗別予約特典（アニメイト、キャラアニ、メッセサンオー、いまじん、あみあみ、シーガル、ネオ・ウィング）[29]のイラストを担当。
- 星野源 オフィシャルサイト トップ絵（2011年11月 - 2012年3月[30]）
- 『日常』スケジュール帳2012 イラスト
- 『ファミコンガール』(2012年) ファミコンをテーマにしたアート展示会『ファミっていいとも！』出品イラスト
- 『角川グループコミック祭 2012夏』描き下ろしイラスト
- 映画『シャーク・ナイト』コメント描き下ろしイラスト[31]
- スカート ライブ「スカート夏のお客様感謝祭（月光密造の夜vol.3）」来場者特典缶バッジイラスト
- 展覧会「Cat’s ISSUE」（2013年5月2日）描き下ろしイラスト
- Z/Xスケジュールチェッカー（2013年6月[32] - ）Z/X公式サイト内の壁紙コンテンツ
- 第24回ぐんま県民マラソン2014 ポスター[注 1]
- 『月刊ニュータイプ』2015年1月号付録「CREATOR'S CALENDER 2015-2016」イラスト
- あらゐけいいちのスタンプ（2015年2月[33]）LINEスタンプ
- 『月刊ヒーローズ』6月号 トリビュートポスター企画「総天然色 円谷オールスターズ」描きおろしイラスト
- メカトロウィーゴ「あか&きいろ」「ミルク&カカオ」「みずいろ&ももいろ」パッケージイラスト（2015年6月発売[34]）
- 『コロコロアニキ』第4号 藤子不二雄(A)トリビュートイラスト（2015年11月[35]）
- ワンダーフェスティバル2016冬イベント「みんなのメカトロウィーゴ4」告知イラスト
- コードギアス 反逆のルルーシュ「〇〇先生がコードギアスを描いてみた」シリーズ描きおろしイラスト[36]
- まーきゅん（2019年） - 群馬県立伊勢崎商業高等学校100周年記念キャラクター[37]
- 株式会社SO-TA あらゐけいいちの立体（2019年10月）カプセル玩具デザイン
  - 2020年4月、シークレット一体を追加しカプセルトイとして再販
- あらゐけいいちのスタンプ2（2019年10月[38]）LINEスタンプ
- まんだらけコンプレックス11周年記念イラスト[39]
- 石尊山観音寺 御朱印帳イラスト（2020年3月[40]）
- メカトロウィーゴ No.4 ぱわーあーむ “みかんだいふく” パッケージイラスト（2020年8月[41]）
- あらい内科・脳神経クリニックマスコット[42][43]
- メカトロウィーゴ エヴァコラボシリーズ Vol.1 “ぜろごうき” + 綾波 レイ（2020年12月[44]）
- メカトロウィーゴ エヴァコラボシリーズ Vol.2 “にごうき（ぱわーあーむ）” + 式波・アスカ・ラングレー（2021年3月[45]）
- メカトロウィーゴ エヴァコラボシリーズ Vol.3 “はちごうき（ぱわーあーむ）” + 真希波・マリ・イラストリアス（2021年6月[46]）
- SUZURIとは？～森の勉強会篇～ オリジナルアイテム作成サービス - SUZURIの描き下ろしPRアニメーション[47]
- DAOKO 「オノマトペラップ〜なつあそび編〜 feat.あらゐけいいち」 ミュージックビデオアニメーション（2022年8月[48]）
- 東京芸術祭2022 ポストカードプロジェクト書き下ろしイラスト「みてふれて感じる」（2022年9月[49]）
- まんだらけ あらゐけいいちのソフビVol.1 ねむりおばけ キャラクターデザイン、購入者特典フリーペーパー（2022年9月[50]）
- 「あらゐけいいち × SANRIO CHARACTERS」コラボレーションイラスト[51]
- コトブキヤ 1/300 壽屋本社ビル ボックスアート（2023年3月[52]）
- 両毛線整備促進期成同盟会 ポスター・チラシイラスト（2023年3月[53]）
- ハジマルイオン公式キャラクター「イオ」「クーロ」キャラクターデザイン（2023年4月[54]）
- 伊勢崎市ふるさと寄付金 お礼状描き下ろしイラスト（2023年4月[55]）
- もにゃゐずみ イメージイラスト（2023年8月[56]）
- IKEA前橋 オープン記念描き下ろしイラスト（2023年12月[57]）

IKEA前橋 オープン記念描き下ろしイラストを用いた広告看板

- ポケモンカードゲーム「バトルアカデミー」発売記念イラスト、ショートアニメ『ポケモンカードをやってみたい』（2024年4月[58]）
- PLAYISM「SCHiM -スキム-」パッケージ版ジャケットイラスト（2024年5月[59]）
- 季刊エス 87号 表紙・特別付属クリアファイル 描き下ろしイラスト（2024年9月）
- 群馬県警伊勢崎警察署 自転車盗難・詐欺被害防止ポスター 描き下ろしイラスト（2024年10月[60]）

### テレビアニメ・バラエティー番組
- 日常（2011年、京都アニメーション・東雲研究所） - 原作・構成協力（全話）、脚本（第二十六話）[61]
- 放課後のプレアデス（第3話エンドイラスト、2015年）
- オトナのストレッチマン（第9話アイキャッチイラスト、2018年）
- にじさんじのくじじゅうじ（第12話エンドイラスト、2019年）
- よるわまわるよ（サントリーコラボ企画「＃次のリサイクル考えてみた」ループアニメ、2021年）
- CITY THE ANIMATION（2025年、京都アニメーション） - 原作[62]、シナリオ監修、オープニング・エンディング文字、DTM（第6話）

## YouTube
あらゐが描いてきた漫画のキャラクターや、新しく作ったキャラクターで、
短編動画を描いていく場所になります。 - チャンネル概要欄
2010年12月6日にチャンネル開設。
初投稿は開設から5年後の2015年12月28日。内容は『日常』10巻の告知動画だった。
その後、約4年間何も投稿されない状態が続く。
2020年2月5日、日常の最終回「作画風景」動画を公開。
同年5月9日、『あらゐけいいち短編０１「邂逅」』の公開を皮切りに、短編作品を製作している。

### 作品リスト
短編作品
|   | 公開日        | タイトル                                   | 備考 |
| - | ------------- | ------------------------------------------ | --- |
| 1 | 2020年5月9日  | あらゐけいいち短編01「邂逅」               | 『日常』の水上麻衣が出演。 投稿当初、「01」は全角「０１」だった。 |
| 2 | 2020年5月28日 | あらゐけいいち短編02「捨鉢」               | 『日常』の相生祐子、長野原みおが出演。 |
| 3 | 2020年8月1日  | あらゐけいいち短編03「絵描きうた」（ＭＶ） | クレジット - 作詞 あらゐけいいち - 作曲 ひろたにくん - 歌 おばけ - 編集 あらゐけいいち - 動く絵 あらゐけいいち - 先生 ピノ - デジタルアシスタント モノアイ - チーフ アシスタント トナカイ - はんぺん はんぺん - ＯＢＫ おばけ （ＭＶ）は後付け。 |
| 4 | 2021年1月1日  | 年賀状２０２１（無限正月）                 | 『日常』のはかせ、なの、阪本さんが出演。 |
| 5 | 2021年3月9日  | 【アニメ】丑三つ時の雨宮さん               | 『月刊ニュータイプ』で連載されている『天国』に掲載されたマンガをアニメとしてリメイクした作品。 |
| 6 | 2021年4月27日 | 【アニメ】新学期の雨宮さん                 | |
| 7 | 2021年8月27日 | 【アニメ】雨宮さんとドクロのうた           | |

その他の動画
|   | 発売日         | タイトル                              | 備考 |
| - | -------------- | ------------------------------------- | --- |
| 1 | 2015年12月28日 | あらゐけいいちweb日常「10巻告知漫画」 | 告知専用作品。 |
| 2 | 2020年2月5日   | あらゐけいいち作画風景                | 流れているラジオは、『山下達郎のサンデー・ソングブック』。                                                                                     |
| 3 | 2020年6月5日   | あらゐけいいち月報「6月」             | 月ごとのあらゐけいいちの活動予定やグッズの販売などをおばけが紹介する動画。                                                                     |
| 4 | 2020年8月4日   | あらゐけいいち月報「7月8月」          | 月ごとのあらゐけいいちの活動予定やグッズの販売などをおばけが紹介する動画。                                                                     |
| 5 | 2020年10月1日  | 喫茶 雲間鳥 1夜                       | あらゐけいいち本人が音声と自画像で登場。月報を担当しているおばけからのインタビュー形式で、あらゐが読者からの質問と今後の活動予定を答える動画。 |
| 6 | 2020年11月19日 | 月報「１１月」                        | |

## その他
- ウィキペディアの記述について、漫画の中で誤りを指摘したことがある[注 2]。
- 藤子不二雄のファンであり、GAMANGA BOOKS版「まんが道」（小学館クリエイティブ発行）6巻にてメッセージを寄せた。「日常」内にも「ズコー（忍者ハットリくん）」、「ヘコー（パーマン）」、「ギニア!（藤子不二雄A作品でしばしば用いられる「ギニャー」の変形）」等の藤子作品内で生み出された用語を沢山使用している。
- 2007年頃から不定期に年1～2回ほど、webラジオを公開している。
- 愛煙家だったが、現在は禁煙している。
- 公式LINEスタンプ「あらゐけいいちのスタンプ 2」はスタンプ中の「待機」の文字部分を誤って「待幾」と書いたまま販売された。あらゐはこの事に関して「喫茶 雲間鳥 1夜」にて「2〜3人のチェックをくぐり抜けた、磨かれたポカ」と答えている。
- 友人の店(実家)を作品内に描いたため、そこは聖地の1つとなり、多数の氏のサインも飾られている。